# Björn Schoo
Björn Schoo (* 30. Juni 1981 in Langenau) ist ein ehemaliger deutscher Basketballspieler auf der Position des Centers. Der 2,13 Meter lange Akteur spielte in der Bundesliga für Köln, Hagen und Gießen, hinzu kamen mehrere Stationen im Ausland. Zuletzt spielte er von 2016 bis 2018 beim Schweizer Verein Starwings Basket Basel.

## Laufbahn
Schoo spielte als Jugendlicher für den TV Bad Säckingen, dann für den USC Freiburg. In der Saison 2001/02 gab er für Freiburg sein Debüt in der 2. Bundesliga. 2003 ging er in die Vereinigten Staaten an die Northern State University (Bundesstaat South Dakota) aus der zweiten Division der NCAA. Bis 2006 bestritt Schoo 64 Partien (6,4 Punkte, 3,2 Rebounds im Schnitt) für NSU.
2006 ging er nach Europa zurück, spielte bei mehreren Vereinen vor und landete letztlich beim Berliner Zweitligisten TuS Lichterfelde, bei dem er in der Saison 2006/07 spielte. Zu Beginn der Saison 2007/08 ging Schoo erst für den niederländischen Erstligaverein Den Helder Seals, ab Februar 2008 dann für den deutschen Zweitligisten Kaiserslautern Braves auf Korbjagd.
Es folgte der Gang in die höchste deutsche Spielklasse: Schoo gehörte 2008/09 zum Aufgebot der Köln 99ers, für die er in 18 Bundesliga-Spielen auftrat (4,0 Punkte, 2,2 Rebounds im Durchschnitt). Es folgten in den kommenden drei Jahren Stationen in der 2. Bundesliga ProA bei den UBC Hannover Tigers (2009/10) sowie bei USC Heidelberg (2010 bis 2012), ehe er von Phoenix Hagen in die Bundesliga zurückgeholt wurde. Für den Verein bestritt er 2012/13 17 Bundesliga-Partien mit Werten von 1,1 Punkten und 1,7 Rebounds pro Einsatz.
2013/14 spielte Schoo für den VfL Kirchheim in der zweiten Liga, wechselte dann zu den Gießen 46ers, mit denen er 2015 in die Bundesliga aufstieg und anschließend für die Hessen auch 2015/16 in der deutschen Eliteliga antrat.
Nach zwei Jahren in Gießen wechselte Schoo 2016 zu Starwings Basket Regio Basel in die Schweizer Basketball-Nationalliga. Nach dem Ende der Saison 2017/18 trat er aus dem Leistungssport zurück.

### Nationalmannschaft
Im Sommer 2006 wurde Schoo vom damaligen Bundestrainer Dirk Bauermann ins Trainingslager der deutschen A-Nationalmannschaft eingeladen, ein A-Länderspiel absolvierte er jedoch nie. Schoo war aber Mitglied der deutschen A2-Auswahl.